# Brzozowski-Palast
Der Brzozowski-Palast (polnisch: Pałac Brzozowskich) gehört zu den unbekannteren Residenzen in Warschau. Das Ende des 19. Jahrhunderts entstandene, im Stil der Neorenaissance errichtete Gebäude liegt in einem Hinterhof an der Ulica Bracka (20a) in der Innenstadt. Es wurde im Juli 1967 unter Denkmalschutz gestellt (Register-Nr. 652). Heute sind hier Restaurants und verschiedene Institutionen untergebracht. Das Gebäude ist sanierungsbedürftig.

## Geschichte
Über die Baugeschichte des Anwesens ist wenig bekannt. Vermutlich wurde der Palast erst 1882 vom Architekten Bronisław Żochowski-Brodzic für die Familie Brzozowski errichtet. Er entstand an der Rückseite eines Hofgrundstücks, auf dessen zur ul. Bracka zugewandten Seite 1848 ein Mietshaus (ul. Bracka 20) – das Jaroszyński-Haus (polnisch: Kamienica Jaroszyńskiego) – nach einem Entwurf von Henryk Marconi errichtet wurde. Der mit seinen Anklängen an die französischen Renaissance und Elementen des Neubarocks eklektische Palast entstand etwa 20 Meter hinter dem Mietshaus und verläuft in einem stumpfen Winkel zu demselben. In der Mitte des Hofes wurde ein kleiner, noch existierender, zweistöckiger Pavillon errichtet, in dem der Hausmeister lebte. Von diesem Pavillon aus teilte ein Eisengitter mit Einfahrt den Hof.
Zur Hofseite lag der Eingang des Palastes, der mittig eine von einem auf vier Säulen stehenden Balkon bekrönte Vorfahrt aufweist. Links und rechts der Vorfahrt ragen zwei weitere, kleinere auf je zwei Säulen stehende Balkone aus der Frontfassade heraus. Der Palast verfügt über einen Keller sowie weitere drei Geschosse. Über der Vorfahrt trägt das Dach als Abschluss eines kaum heraustretenden Mittelrisalits ein doppeltes Gaubenfenster in einem Giebeldreieck. Zur Rückseite weist der Palast zwei Seitenrisalite auf. Heute wird der zu einem Nachkriegsgebäude bestehende kleine Freiraum hinter dem Palast als Parkplatz genutzt.
Die Handlung der ab 1956 entstandenen Roman-Trilogie „Ruhm und Ehre“ (polnisch: „Sława i chwała“) von Jarosław Iwaszkiewicz spielt im Palast:

„Das kleine Palais in der Bracka-Straße lag günstig hinter einem großen mehrstöckigen Mietshaus, das nicht nur diskret die hochadlige Residenz verbarg, sondern auch trotz des inzwischen eingeführten Mieterschutzes erhebliche Einnahmen brachte. Das Palais wurde vor allem zur Zufluchtsstätte für die alte Fürstin, ihre von den Ereignissen in der Ukraine mitgenommene Schwiegertochter und den prächtig gedeihenden Alo … In dem kleinen Palais in der Bracka-Straße lagen unten die Repräsentationsräume und im ersten Stock die Schlafzimmer der beiden Damen und Alos. Durch die zweite Etage zog sich ein langer Korridor mit einer Reihe kleinerer Zimmer. Der Korridor führte zur Küche und zur Hintertreppe“

Der Palast wie das Mietshaus blieben bis 1945 das Eigentum der Familie Brzozowski. Das Ensemble brannte erstmals 1939 bei der Schlacht um Warschau und dann erneut im Jahr 1944 beim Warschauer Aufstand aus. Nach dem Krieg wurden beide Gebäude wiederaufgebaut. Das Mietshaus wurde dabei um ein Stockwerk erhöht, der Palast im Äußeren originalgetreu rekonstruiert und für Bürozwecke bestimmt. An der Westseite des Hinterhofes wurde Mitte der 2000er Jahre ein modernes Bürogebäude errichtet.
Heute befindet sich im Palast neben anderen Organisationen eine Außenstelle des Polnischen Rentner- und Invalidenverbandes (polnisch: Polski Związek Emerytów, Rencistów i Inwalidów).

## Ansichten

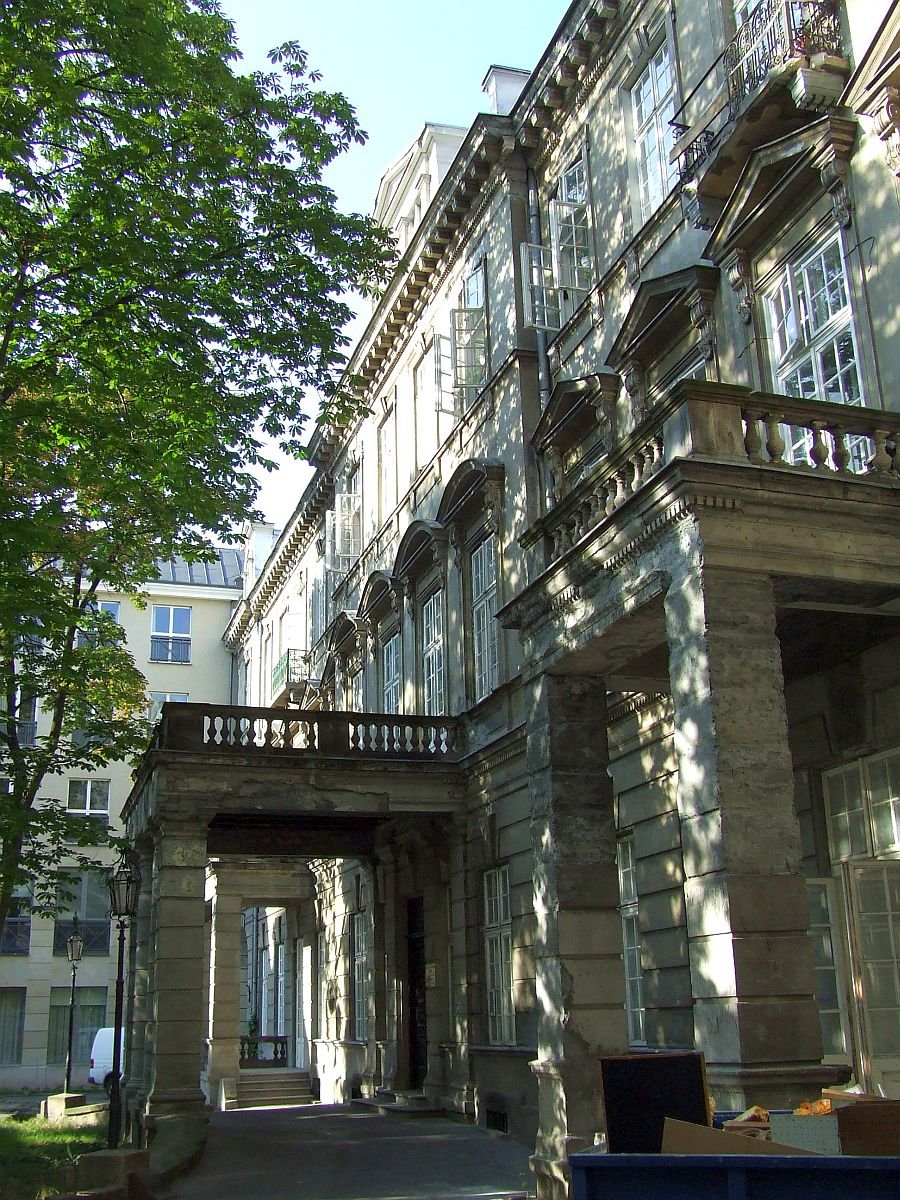
Seitenansicht
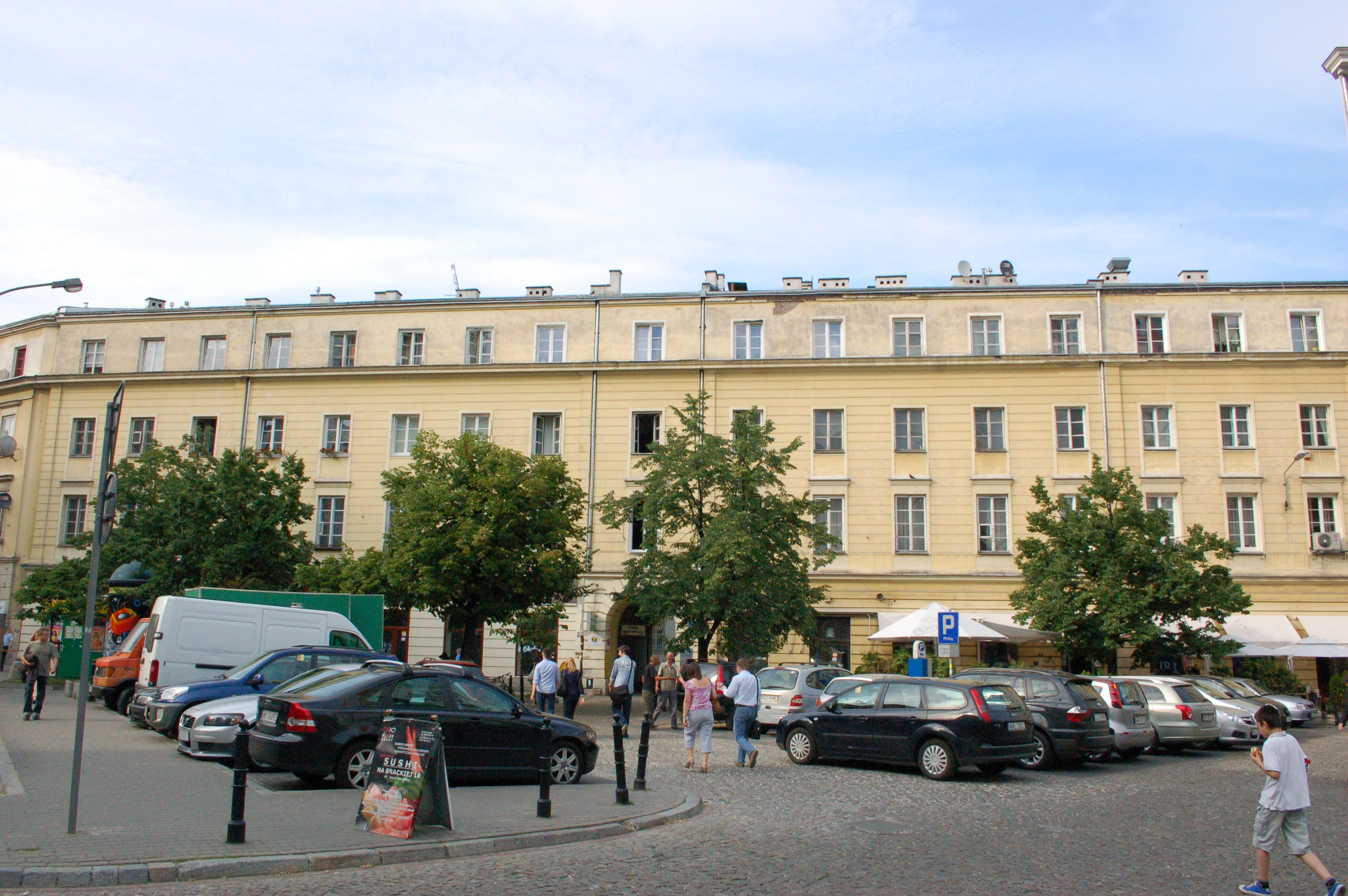
Das Mietshaus, in dessen Erdgeschoss (hier durch Bäume verdeckt) sich auch die Zufahrt zum dahinterliegenden Palast befindet
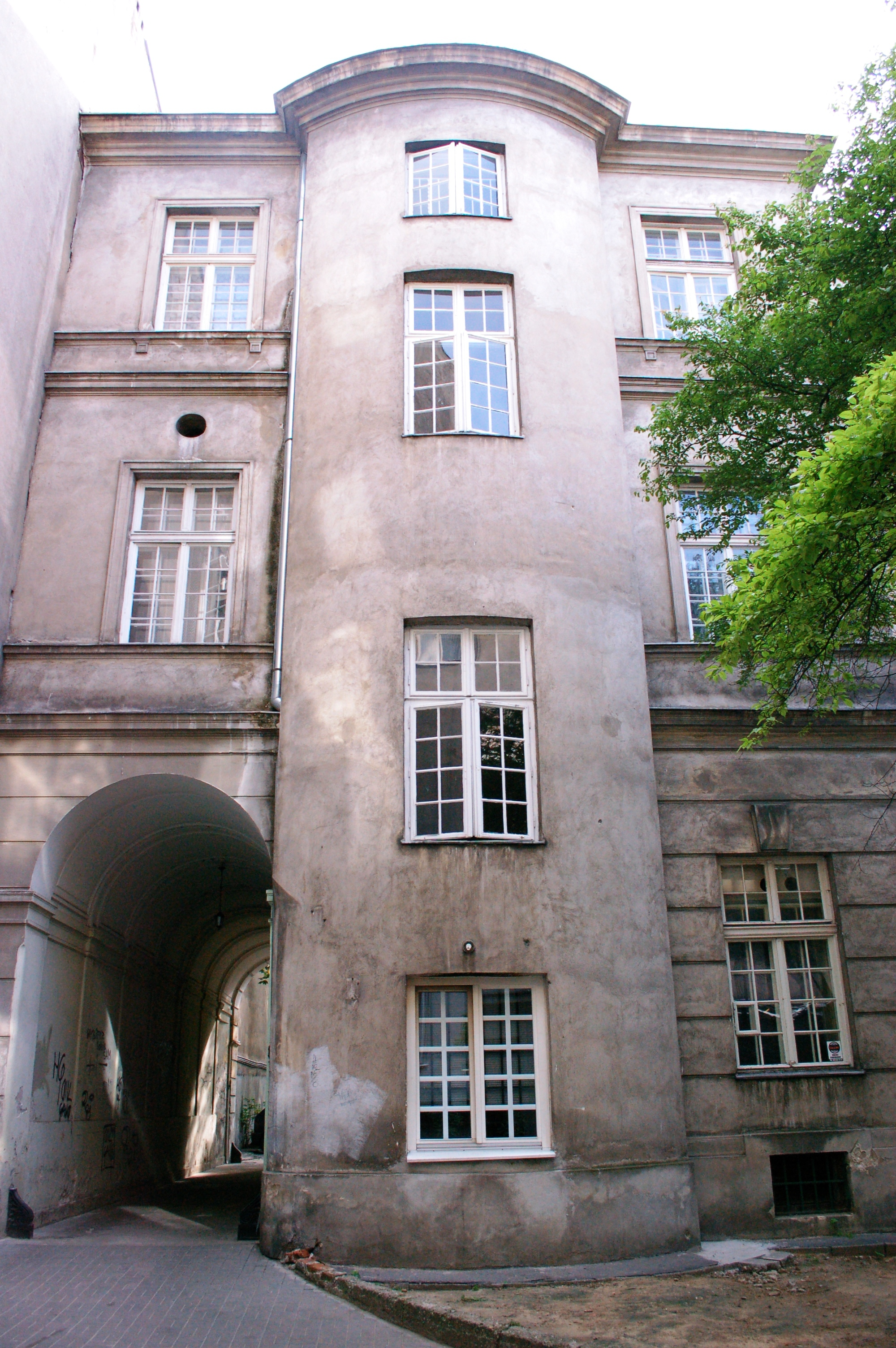
Ostwärtiger Seitenrisalit (der mittig ausgewölbt das Treppenhaus enthält) auf der Rückseite des Palastes
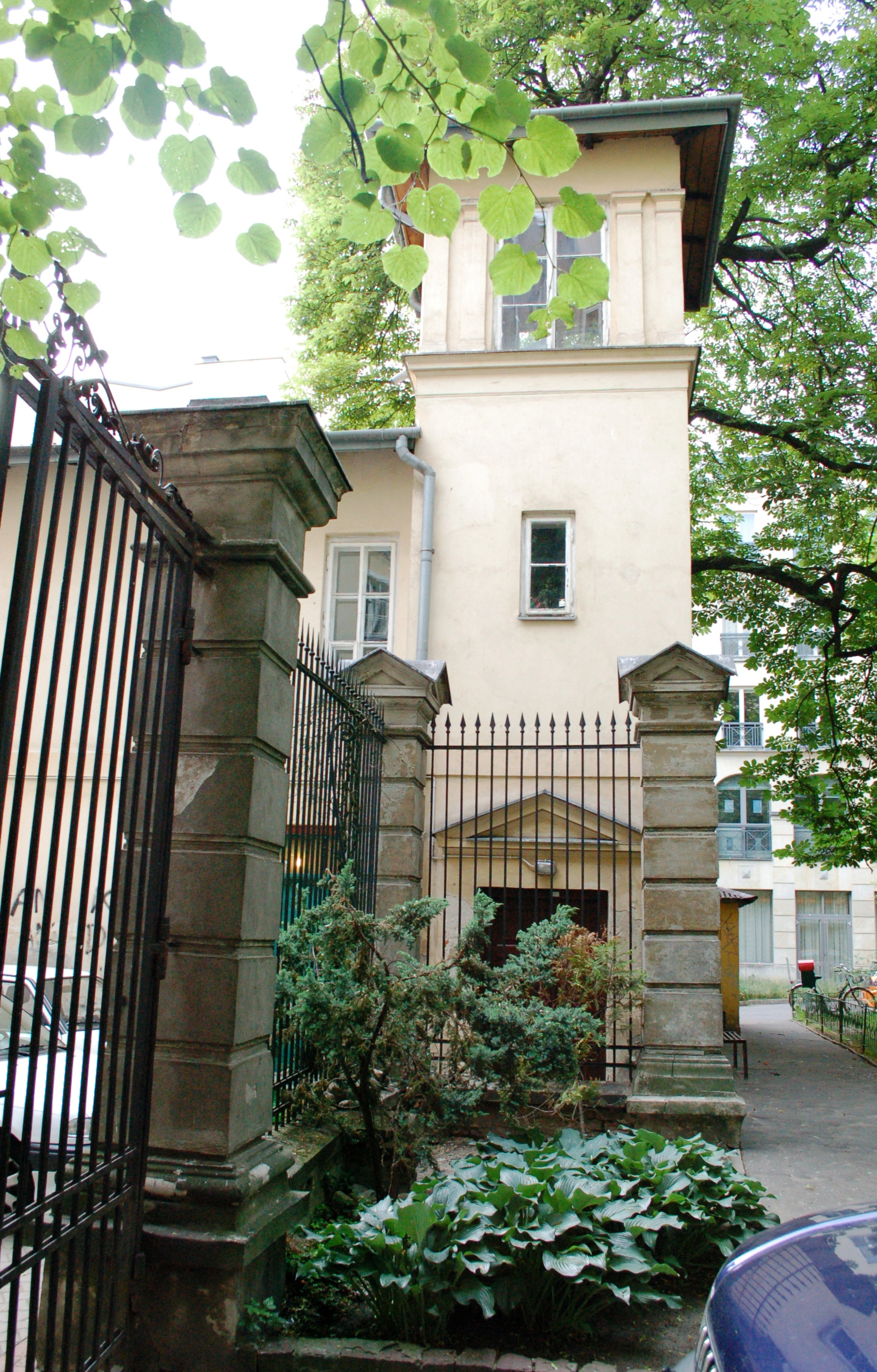
Der dreigeschossige Pavillon-Turm in der Hofmitte mit dem beidseitig verlaufende, den Innenhof trennenden Gitter
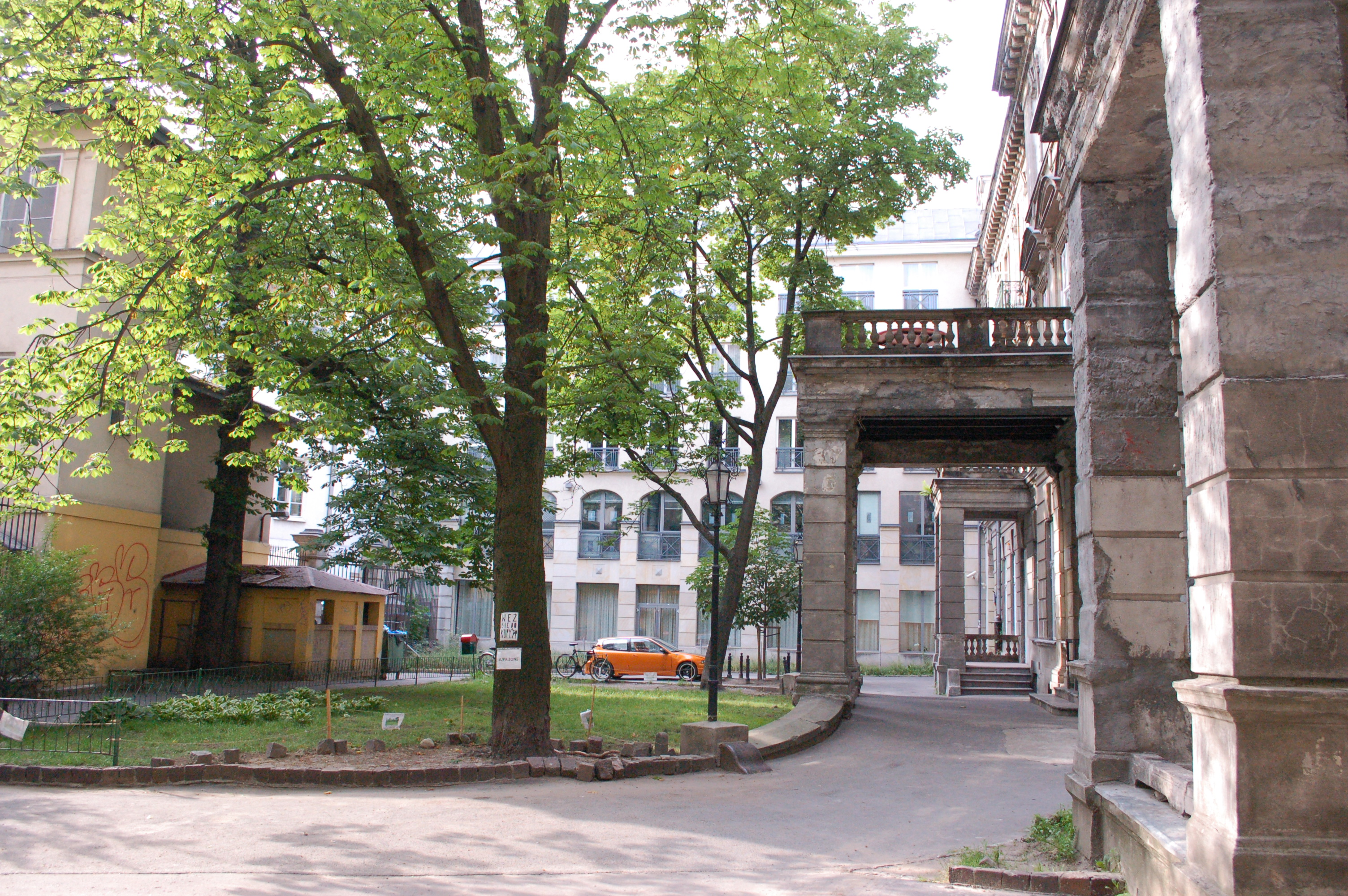
Blick entlang der Frontfassade des Palastes auf das Mitte der 2000er Jahre errichtete moderne Bürogebäude an der Westflanke des Hinterhofes